# Proxenetismo

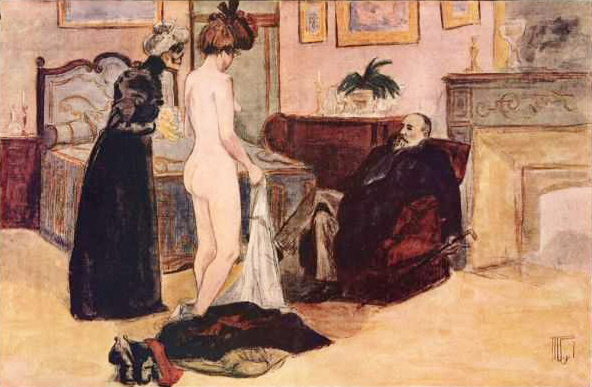
Proxenetismo

El proxenetismo o lenocinio es un delito que consiste en obtener beneficios económicos de la prostitución a costa de otra persona. El proxenetismo en la mayoría de los países es un delito por constituir una grave vulneración de los derechos humanos.
Al proxeneta (del verbo griego προξενέω, proxenéo, ser intermediario) se le conoce también como chulo, chuloputas, chulapo, padrote, rufián, chichifo, mayate, maipiolo, cafiche, caficho, cinturita, fiolo, cafiolo, caficio (en el lunfardo), caimanque, canfinflero, 840 (en la jerga argentina, remite al edicto policial que pena dicha actividad),o cafishio, y a la mujer se la suele llamar madame, matrona, madrota, padrota o rufiana. Son los que se encargan de proveer servicios de protección a las mujeres que trabajan en la prostitución, cobrándoles a estas por sus servicios. Muchas veces utilizan la violencia, el engaño, la intimidación, el uso de drogas, amenazas, su superioridad física, económica o de otro tipo, o aprovechando la situación de vulnerabilidad de la persona prostituida, para explotarlas sexualmente. 
Los proxenetas son uno de los principales implicados en el delito de trata de personas, donde la persona prostituida pasa a ser una víctima bajo el control de estos que muchas veces se inicia en la prostitución obteniendo su consentimiento bajo amenazas o mediante la fuerza. Según la OIM algunas veces los proxenetas operan en complicidad con la policía, funcionarios públicos y políticos corruptos.
Las que sufren principalmente la explotación sexual son mujeres y niñas, siendo el principal foco de la trata de personas del sexo femenino (68% y 26%, respectivamente) y, en menor medida, las víctimas son niños y hombres (3% y 3%). El 83% y 72% de la trata de mujeres y niñas, respectivamente, ocurre con el fin de explotación sexual, mientras que en hombres y niños es un 27% y un 10% respectivamente, ya que la mayor parte de la trata de estos es con el fin de trabajos forzados u otros motivos (mendigar, actividades criminales, venta de recién nacidos, matrimonio forzado, etc.).

## Legislación por país

### Argentina
- Artículo 1º de la Ley 26.364 — Objeto. La presente ley tiene por objeto implementar medidas destinadas a prevenir y sancionar la trata de personas, asistir y proteger a sus víctimas.
- Artículo 2º de la Ley 26.364 — Trata de mayores de dieciocho años. Se entiende por trata de mayores la captación, el transporte y/o traslado —ya sea dentro del país, desde o hacia el exterior—, la acogida o la recepción de personas mayores de dieciocho años de edad, con fines de explotación, mediante engaño, fraude, violencia, amenaza o cualquier medio de intimidación o inserción, abuso de autoridad o de una situación de vulnerabilidad, concesión o recepción de pagos o beneficios para obtener el consentimiento de una persona que tenga autoridad sobre la víctima, aun cuando existiere asentimiento de ésta.[5]

Esta ley fija disposiciones penales y procesales, con penas de 3 a 6 años en caso de adultos y de 4 a 10 años si existieran agravantes como:
1. El autor fuere ascendiente, cónyuge, afín en línea recta, hermano, tutor, persona conviviente, curador, encargado de la educación o guarda, ministro de algún culto reconocido o no, o funcionario público;
2. El hecho fuere cometido por tres o más personas en forma organizada;
3. Las víctimas fueren tres o más.

En menores de dieciocho las penas son de 4 a 10 años de prisión, de 5 a 15 años cuando la víctima se tratara de un menor de 13 años. Y de 10 a 15 si se cumplieran los siguientes casos:
1. Mediante engaño, fraude, violencia, amenaza o cualquier otro medio de intimidación o coerción, abuso de autoridad o de una situación de vulnerabilidad, concesión o recepción de pagos o beneficios para obtener el consentimiento de una persona que tenga autoridad sobre la víctima; El autor fuere ascendiente, cónyuge, afín en línea recta, hermano, tutor, persona conviviente, curador, encargado de la educación o guarda, ministro de algún culto reconocido o no, o funcionario público;
2. El hecho fuere cometido por tres o más personas en forma organizada;
3. Las víctimas fueren tres o más.

### República Dominicana
Según el artículo 334º del Código Penal Dominicano, será considerado proxeneta aquel o aquella: 
1. Que de cualquier manera ayude, asista, o encubra personas, hombres o mujeres con miras a la prostitución o al reclutamiento de personas con miras a la explotación sexual.
2. El o la que del ejercicio de esa práctica reciba beneficios de la prostitución.
3. El que relacionado con la prostitución no pueda justificar los recursos correspondientes a su tren de vida.
4. El o la que consienta a la prostitución de su pareja y obtenga beneficios de ello.
5. Que contrata, entrena o mantiene, aún con su consentimiento, una persona, hombre o mujer, aún mayor de edad con miras a la prostitución, la entrega a la prostitución, o al desenfreno y relajación de las costumbres.
6. Que hace oficio de intermediario, a cualquier título, entre las personas (hombres o mujeres) que se dedican a la prostitución o al relajamiento de las costumbres o los individuos que explotan o remuneran la prostitución y el relajamiento de las costumbres de otro.
7. Que por amenazas, presión o maniobras, o por cualquier medio, perturba la acción de prevención, asistencia o reeducación emprendida por los organismos calificados en favor de las personas (hombres o mujeres) que se dedican a la prostitución o está en riesgo de prostitución.

El proxenetismo se castiga con prisión de seis meses a tres años y multa de cincuenta mil a quinientos mil pesos. La tentativa de las infracciones previstas en el presente artículo se castigará con la misma pena que el hecho consumado.